# Alessandro Bastoni
Alessandro Bastoni (Casalmaggiore, 1999. április 13. –) olasz válogatott labdarúgó, hátvéd. Jelenleg a Internazionale játékosa, a 2020-2021-es olasz labdarúgó-bajnokság bajnokcsapatának tagja.
Édesapja, Nicola szintén labdarúgó volt, aki balhátvédként játszott a Cremonese csapatában.

## Pályafutása

### Klubcsapatokban
A lombardiai Casalmaggioreban született, pályafutását a helyi Rivarolo Mantovano ifjúsági csapatában kezdte, ahol  édesapja volt az edző. 7 éves korában csatlakozott a Serie A-ban szereplő Atalanta ifjúsági csapatához.
Végigjárta a különböző korosztályokat Bergamóban, többek között közel 30 alkalommal lépett pályára a 17 éven aluliak csapatában, majd végül a Primavera csapatába került, ahol rendszeres kezdőjátékosnak bizonyult a védelem közepén. Az első csapat kispadján először 2016. október 30-án, a Genoa elleni mérkőzésen kapott helyet, majd egy hónappal később, a Pescara elleni Coppa Italia-meccsen debütált, a 3-0-s győzelmmel végződő a mérkőzést végigjátszotta. A Serie A-ban a Genoa utáni hat mérkőzésen ismét helyet kapott csapata kispadján, de nem vetették be, míg 2017. január 22-én, a Sampdoria elleni 1-0-s győzelem alkalmával debütált a Serie A-ban, a teljes 90 percet végigjátszva.
2017. augusztus 31-én az Inter Milan bejelentette Bastoni szerződtetését 31 millió euróért, és ugyanezen a napon a következő két szezonra szóló kölcsönszerződését az Atalantánál. 2018. július 14-én az Inter idő előtt visszahívta az Atalantánál töltött kölcsönszerződéséből, és 2023-ig meghosszabbította a szerződését.
2018. augusztus 7-én csatlakozott a Parmához kölcsönbe 2019. június 30-ig. 2018. október 7-én, a Genoa ellen idegenben 3-1-re megnyert bajnoki mérkőzésen debütált a csapatban és a szezon során megszerezte első Serie A találatát a Sampdoria elleni hazai 3-3-al végződő mérkőzésen.
2020. január 19-én megszerezte első gólját az Inter színeiben is a Lecce elleni idegenbeli bajnoki mérkőzésen, amely 1-1-es döntetlennel zárult. 2021 májusában meghosszabbították a kontraktusát 2024 június 30-áig.

### A válogatottban
Az U15-től az U19-ig minden szinten szerepelt az olasz korosztályos válogatottakban. Első nemzetközi gólját a Norvégia elleni 4-0-s győzelem alkalmával szerezte, amikor az U16-os válogatottban szerepelt. Paolo Nicolato edző 2016 augusztusában hívta be először az U18-as válogatottba, és második mérkőzésén, a Hollandia ellen 2-2-es döntetlenre végződött mérkőzésen csapatkapitány lett. Nicolato edző 2017. augusztus 9-én, 18 évesen behívta az olasz U19-es válogatottba is.
Az olasz U21-es válogatottban 2018. október 11-én debütált, a Belgium ellen 1-0-ra elveszített barátságos mérkőzésen. Azonnal kezdő lett, és részt vett a 2019-es hazai rendezésű UEFA U21-es Európa-bajnokságon.
Első alkalommal 2020 szeptemberében a Bosznia-Hercegovina és Hollandia elleni UEFA Nemzetek Ligája mérkőzésekre kapott behívót a felnőtt olasz válogatottba Roberto Mancini vezetőedzőtől. Végül 2020. november 11-én debütált a válogatottban, az Észtország ellen Firenzében 4-0-ra megnyert barátságos mérkőzésen, méghozzá kezdőként. 2021 júniusában bekerült Olaszország válogatottjának végleges keretébe a 2020-as labdarúgó-Európa-bajnokságra.
2024. június 6-án bekerült a 2024-es labdarúgó-Európa-bajnokságra utazó végleges keretbe.

## Játékstílusa
A bal lábas védő balhátvédként kezdte pályafutását, de középhátvédként is képes játszani, és ezt a szerepet karrierje előrehaladtával egyre inkább ezen a poszton szerepelt. Elsősorban passzolási képességeiről és labdakezeléséről ismert, míg magassága és térkihasználási képessége lehetővé teszi számára, hogy a levegőben is hatékony legyen, ami közvetett helyzetekből gólveszélyessé teszi. 2020-ban a médiában ígéretes fiatal játékosként tartották számon.

## Statisztikái

### Klub
2021. június 8-ai adatok alapján.
| Csapat                       | Szezon                       | Bajnokság                    | Bajnokság | Bajnokság | Kupa     | Kupa  | Nemzetközi | Nemzetközi | Egyéb    | Egyéb | Összesen | Összesen |
| Csapat                       | Szezon                       | Osztály                      | Mérkőzés  | Gólok     | Mérkőzés | Gólok | Mérkőzés   | Gólok      | Mérkőzés | Gólok | Mérkőzés | Gólok    |
| ---------------------------- | ---------------------------- | ---------------------------- | --------- | --------- | -------- | ----- | ---------- | ---------- | -------- | ----- | -------- | -------- |
| Atalanta                     | 2016–17                      | Serie A                      | 3         | 0         | 1        | 0     | –          | –          | –        | –     | 4        | 0        |
| Atalanta (kölcsönben)        | 2017–18                      | Serie A                      | 4         | 0         | 1        | 0     | 0          | 0          | –        | –     | 5        | 0        |
| Atalanta (kölcsönben)        | Összesen                     | Összesen                     | 7         | 0         | 2        | 0     | 0          | 0          | –        | –     | 9        | 0        |
| Parma (kölcsönben)           | 2018–19                      | Serie A                      | 24        | 1         | 0        | 0     | –          | –          | –        | –     | 24       | 1        |
| Internazionale               | 2019–20                      | Serie A                      | 25        | 2         | 3        | 0     | 5          | 0          | –        | –     | 33       | 3        |
| Internazionale               | 2020–21                      | Serie A                      | 33        | 0         | 2        | 0     | 6          | 0          | –        | –     | 41       | 0        |
| Internazionale               | Összesen                     | Összesen                     | 58        | 2         | 5        | 0     | 11         | 0          | –        | –     | 74       | 3        |
| Összesen a pályafutása során | Összesen a pályafutása során | Összesen a pályafutása során | 89        | 3         | 7        | 0     | 11         | 0          | 0        | 0     | 107      | 4        |

### Válogatott
2021. július 11-i adatok alapján.
| Olaszország | Olaszország | Olaszország |
| Év          | Mérkőzés    | Gólok       |
| ----------- | ----------- | ----------- |
| 2020        | 3           | 0           |
| 2021        | 3           | 0           |
| Összesen    | 6           | 0           |

## Sikerei, díjai

### Klub
- Internazionale
  - Olasz bajnok: 2020–21, 2023–24
  - Olasz kupa: 2021–22, 2022–23
  - Olasz szuperkupa: 2021, 2022, 2023

### Válogatott
- Olaszország
  - Európa-bajnokság: 2020[27]

## Fordítás
Ez a szócikk részben vagy egészben  az   Alessandro Bastoni című angol Wikipédia-szócikk ezen változatának fordításán alapul.  Az eredeti cikk szerkesztőit annak laptörténete sorolja fel. Ez a jelzés csupán a megfogalmazás eredetét és a szerzői jogokat jelzi, nem szolgál a cikkben szereplő információk forrásmegjelöléseként.